# Franz Kobald
Franz Kobald (* 19. September 1866 in Schwaz; † 21. Juni 1933 ebenda) war ein österreichischer Bildhauer.

## Leben
Der Sohn eines Bergknappen studierte an der Gewerbeschule in Innsbruck bei Dominikus Trenkwalder und unternahm anschließend Studienreisen nach Venedig, Rom und Deutschland. Seit 1888 betrieb er eine Bildhauerwerkstätte in Schwaz, in der er vorwiegend religiöse Plastiken nach Musterbüchern schuf. Er leitete auch eine Meisterschule, in der unter anderen Ludwig Penz und Tobias Plankensteiner seine Schüler waren.

## Werke

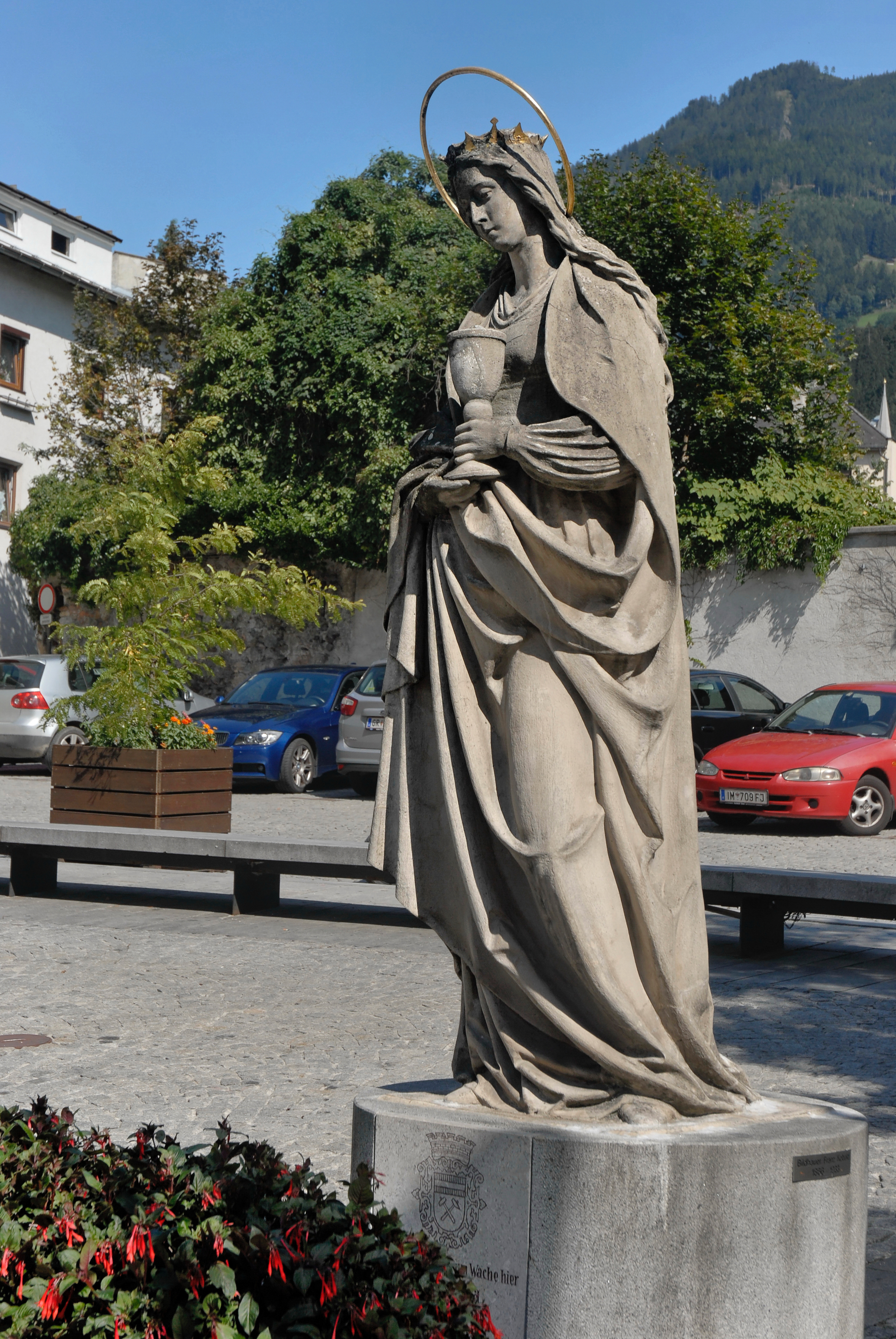
Barbarastatue am Pfundplatz in Schwaz

- Fassadenrelief, Lourdeskapelle Schwaz, 1885[3]
- Kreuzweg, Franziskanerkirche Schwaz, 1895
- Kreuzweg, Stadtpfarrkirche Schwaz, 1895–1913[4]
- Brunnenfigur, Knappenbrunnen, Schwaz um 1900[5]
- Statue der hl. Barbara, Pfundplatz, Schwaz 1902[6]
- Statuen hl. Sebastian und hl. Martin am Hochaltar der Stadtpfarrkirche Schwaz, 1911[7]
- Kriegerdenkmal Achenkirch, 1923[8]
- Kriegerdenkmal Vomp, 1923[9]
- zwei Statuen, Kirche Nossa Senhora do Monte, Funchal, 1932[10]